# 焦家遗址
焦家遗址位于中国山东省济南市章丘区龙山街道焦家村西北，城子崖遗址以北4公里处，为一处自新石器时代大汶口文化中晚期延续至商周时期的古文化遗址，总面积约为24万平方米，向西可延续至历城区。该遗址属以章丘市中西部为中心的新石器时代中期古文化遗址区，在城子崖遗址之前处于当地部族的聚落中心位置，因此对于研究鲁北地区古文化演变和济南建城史具有重要意义。
1993年底至1994年初曾因文物贩卖活动引发大规模盗掘，部分墓葬和窑址、房址遭到严重破坏。
1992年6月，焦家遗址被授予山东省文物保护单位。2019年10月，该遗址列入第八批全国重点文物保护单位。